# Цитадель (телесеріал)
«Цитадель» (англ. Citadel) — американський науково-фантастичний телесеріал, створений Патріком Мораном та братами Руссо для сервісу Amazon Prime Video. Головні ролі виконали Річард Медден та Пріянка Чопра.
Прем'єра першого сезону, що складається з шести епізодів, відбулася 28 квітня 2023 року. У березні 2023 року серіал продовжено на другий сезон.

## Сюжет
Річард Медден розповідає про сюжет і свій персонаж: «Є кілька героїв та кілька сюжетних ліній, які переплітаються, і я граю персонажа, який є амнезіаком — упродовж восьми років його життя, він, по суті, став новою людиною. Він має здійснити подорож, щоб дізнатися, ким він був до того, як сталася аварія, і він втратив пам'ять. Це протистояння між життям, яким він жив вісім років, та життям, яким він жив раніше. Ви отримуєте можливість дослідити психіку людини, яка має справу з наслідками того, що вона не усвідомлює, що здійснила».
Пріянка Чопра в розмові з WWD розповіла про сюжет «Цитаделі» і про те, чого ми можемо очікувати від цього серіалу: «Потім маю повну протилежність цьому — шпигунський серіал братів Руссо для Amazon Prime з Річардом Медденом і Стенлі Туччі. Він називається „Цитадель“, і він справді буде приголомшливим. То була велика робота. У мене залишилося багато шрамів, щоби довести це».

## У ролях
- Річард Медден — агент Цитаделі Мейсон Кейн
- Пріянка Чопра — агент Цитаделі Наді Сінг
- Роланд Меллер — агент Мантикори Ласло Мілл
- Стенлі Туччі — Бернард Орлик
- Леслі Менвілл — Далія Арчер
- Ешлі Камінгс[3] — Еббі Конрой

## Список епізодів
| № серії | Назва серії                                                              | Режисер(и)                       | Сценарист(и)                           | Оригінальна дата виходу |
| ------- | ------------------------------------------------------------------------ | -------------------------------- | -------------------------------------- | ----------------------- |
| 1       | «The Human Enigma» «Загадка людини»                                      | Ньютон Томас Сігел               | Джош Аппелбаум, Брайян О та Девід Вейл | 28 квітня 2023          |
| 2       | «Spies Appear In Night Time» «Шпигуни з'являються в нічний час»          | Ньютон Томас Сігел               | Браян О та Девід Вейл                  | 28 квітня 2023          |
| 3       | «Infinite Shadows» «Нескінченні тіні»                                    | Ньютон Томас Сігел та Джессіка Ю | Мелісса Глен та Девід Вейл             | 5 травня 2023           |
| 4       | «Tell Her Everything» «Розкажи їй усе»                                   | Ньютон Томас Сігел та Джессіка Ю | Джош Аппелбаум, Брайян О та Девід Вейл | 12 травня 2023          |
| 5       | «Time Renders Us Enemies» «Время делает нас врагами»                     | Ньютон Томас Сигел               | Джош Аппелбаум, Брайян О та Девід Вейл | 19 травня 2023          |
| 6       | «Secrets in Night Need Early Rains» «Таємниці вночі Потрібні ранні дощі» | Невідомо                         | Джош Аппелбаум та Браян О              | 26 травня 2023          |

## Виробництво
Головні ролі виконали Річард Медден та Пріянка Чопра. Творці серіалу описують його як «насичений екшеном шпигунський серіал із захоплюючим емоційним центром» та «велика і новаторська глобальна подія, що складається з основного (материнського) серіалу та кількох супутніх серіалів на місцевих мовах». Він включає спін-офи зняті в Італії, Індії, Іспанії та Мексиці. Amazon пояснює: «Всі місцеві серіали покликані покращити весь сюжет і будуть доступні глядачеві для більш глибокого занурення в уявний багатошаровий світ». Також до акторського складу серіалу увійшов Роланд Меллер, який виконає роль Ласло Мілла, провідного оперативника конкуруючої з Цитаделлю розвідувальної служби Мантікора.
«Цитадель» — другий за вартістю серіал усіх часів із бюджетом у 300 мільйонів доларів США. Це багато в чому пояснюється масштабними зйомками, які проводилися після найму Девіда Вайла як шоураннера.
Індійський серіал із Варуном Дхаваном та Самантою Рут Прабху в головних ролях буде знятий режисерами Раджем Нідімору та Крішної ДК і спродюсований Amazon Studios. Італійський серіал буде знятий спільно Amazon Studios та Cattleya (Gomorra), частиною ITV Studios.
Зйомки основного серіалу завершились у червні 2022 року.

## Сприйняття
На сайті Rotten Tomatoes фільм має рейтинг 54 % заснований на 65 відгуках, із середньою оцінкою 5.7/10. На Metacritic середньозважена оцінка становить 51 зі 100 на основі 21 рецензії, що вказує на «змішані або середні відгуки».